# Peter Kopteff
Peter Kopteff (Helsinki, 10 aprile 1979) è un ex calciatore ungherese naturalizzato finlandese, di ruolo centrocampista.

## Carriera

### Club
Kopteff ha iniziato la carriera professionistica nel suo paese, giocando per l'HJK Helsinki. Nei primi due anni di attività, però, non ha trovato molto spazio in squadra ed è stato per questo prestato al Jazz. Dopo venti partite e una rete, è tornato ad Helsinki, dove è stato impiegato maggiormente.
Nel 2001, è stato ingaggiato dai norvegesi del Viking, con cui ha totalizzato circa cento apparizioni in campionato, prima di passare agli inglesi dello Stoke City. Allo Stoke, però, non è riuscito a conquistare un posto in squadra ed ha collezionato solamente sei presenze. È passato, dunque, all'Utrecht, nell'estate 2006.
Il 31 agosto 2008, Kopteff ha firmato un contratto fino al termine della stagione con l'Aalesund. Il contratto è stato poi esteso fino al 2009. Alla fine della stagione, è rimasto svincolato.
Possiede il passaporto ungherese, ottenuto per evitare il servizio militare finlandese.

### Nazionale
Kopteff ha giocato regolarmente nella Finlandia ma, a causa di un infortunio subito nella seconda stagione all'Utrecht, non gioca in Nazionale dal 2007. L'infortunio lo ha limitato e gli ha permesso di essere convocato solo sporadicamente. Ha giocato trentanove volte per la selezione finlandese, andando in rete in una occasione. Ad aprile 2009, è stato inserito nella lista dei convocati per la sfida contro la Norvegia.

## Palmarès

### Giocatore

#### Club

##### Competizioni nazionali
- Campionato finlandese: 1

HJK Helsinki: 1997
- Coppa di Finlandia: 1

HJK Helsinki: 1996
- Coppa di Norvegia: 1

Viking: 2001